# Štír ojedinělý
Štír ojedinělý (Hadogenes paucidens) je druh štíra. Řadí se k rychleji rostoucím druhům. U tohoto druhu je dobře patrný pohlavní dimorfismus, samec má extrémně prodlouženou zadní část zadečku, je drobnější a štíhlejší. Jedovatostí se řadí mezi štíry s nejslabším jedem. Štír se nesnaží bodnout a není agresivní. Březost trvá rok i déle. Rodí 20-30 mláďat.

## Chov
Štír ojedinělý patří k nejčastěji chovaným druhům rodu Hadogenes v Česku. K chovu se hodí větší terárium o délce alespoň 60 cm s vrstvou suchého lignocelu a zídkou z kamenů se škvírami ve kterých se mohou schovat. Je dobré jednou za týden terárium rosit. Je nutná vyšší teplota (29-32 °C). Vhodné je topení topným kamenem zahrabaným v substrátu. Na dva měsíce v roce musí mít štír zimní období o teplotě 18-20 °C. Je velice vhodný pro začátečníky.